# Sonja Edström-Ruthström
Sonja Viola Edström-Ruthström (* 18. November 1930 in Luleå als Sonja Edström; † 15. Oktober 2020 ebenda) war eine schwedische Skilangläuferin.

## Werdegang
Edström, die für den Luleå SK startete, trat international erstmals bei den Olympischen Winterspielen 1952 in Oslo an und belegte dort den 11. Platz über 10 km. Bei den nordischen Skiweltmeisterschaften 1954 in Falun gewann sie die Bronzemedaille mit der Staffel. In den Jahren 1955, 1956 und 1957 siegte sie bei den Svenska Skidspelen über 10 km. Zudem wurde sie 1952 und 1959 bei diesen Wettbewerb jeweils Zweite. Bei den Olympischen Winterspielen 1956 in Cortina d’Ampezzo holte sie mit der Staffel und über 10 km jeweils die Bronzemedaille. Ebenfalls im Jahr 1956 gewann sie jeweils den 10-km-Lauf beim Holmenkollen Skifestival und bei den Lahti Ski Games. Bei den nordischen Skiweltmeisterschaften 1958 in Lahti holte sie die Bronzemedaille mit der Staffel. Zudem belegte sie den 22. Platz über 10 km. Zwei Jahre später wurde sie bei den Olympischen Winterspielen 1960 in Squaw Valley Fünfte über 10 km und Olympiasiegerin mit der Staffel.
Edström siegte bei schwedischen Meisterschaften fünfmal über 5 km (1956, 1957, 1958, 1959, 1960) und siebenmal über 10 km (1953, 1955, 1956, 1957, 1958, 1959, 1960). Mit der Staffel wurde sie 1960 Meisterin.